# Desa Pedawang (administrativ by i Indonesien, lat -7,07, long 109,65)
Desa Pedawang är en administrativ by i Indonesien.   Den ligger i provinsen Jawa Tengah, i den västra delen av landet, 300 km öster om huvudstaden Jakarta.